# メディカルラボ
メディカルラボとは、株式会社キョーイクが運営する「医系専門予備校メディカルラボ」の通称。
1対1授業や個別のカリキュラムなど、完全個別指導が特徴の医系専門予備校である。全国に26箇所に校舎を持つ。

## 沿革
- 2006年 - 医学部・歯学部受験を対象にした医系専門予備校「メディカルラボ」名古屋校（名古屋市）開校。
- 2007年 - 神戸校（神戸市）、福岡校（福岡市） 開校。
- 2008年 - 大阪校（大阪市中央区）、京都校（京都市）、横浜校（横浜市） 開校。
- 2009年 - 札幌校（札幌市）、さいたま校（さいたま市） 開校。
- 2010年 - 広島校（広島市） 開校。
- 2011年 - 仙台校（仙台市）、岡山校（岡山市） 開校。
- 2012年 - 千葉津田沼校（習志野市） 開校。
- 2013年 - 東京立川校（立川市） 開校。
- 2014年 - 東京お茶の水校（東京都千代田区）、金沢校（金沢市） 開校。
- 2015年 - 大阪梅田校（大阪市北区） 開校。メディカルラボ情報研究所 設立。
- 2016年 - 東京新宿校（東京都新宿区）、熊本校（熊本市） 開校。大阪校がなんばパークスに移転開校、大阪なんば校に校名変更。
- 2017年 - 東京池袋校（東京都豊島区）、松山校（松山市）、鹿児島校（鹿児島市）、那覇校（那覇市） 開校。
- 2018年 - 静岡校（静岡市）、千葉柏校（柏市）、小倉校（北九州市） 開校。
- 2019年 - 町田校（町田市）、湘南藤沢校（藤沢市）、あべのハルカス校（大阪市阿倍野区） 開校。
- 2020年 - 河合塾グループとメディカルラボの資本業務提携。河合塾グループの株式会社ＫＪホールディングスが、株式会社キョーイクをグループ化。
- 2022年 - Personal 奈良学園前校（奈良市） 、Personal 浜松校（浜松市） 開校。

## 事業

### 医系専門予備校
医系専門予備校メディカルラボは医学部・歯学部合格を目指すための医系専門予備校である。「完全個別主義」を掲げ、いち早く集団授業形式の予備校との差別化を図った。個別ブースでの1対1個別授業形式を採用している。また、2020年度より校舎内での対面授業に加え、同時双方向型のオンライン授業も開始した。2025年度入試の合格実績は1,368名（うち医学部医学科1,234名）。この2025年度入試の合格者数は医系専門予備校でNo.1である。

### 予備校事業

#### 1対1の完全個別指導

##### ・個別カリキュラム
一人ひとりの学力特性、志望校に合わせた個別カリキュラムを作成し、授業が行われる。カリキュラムは授業の進捗状況、テスト結果、面談などにより適宜修正される。

##### ・1対1授業
授業はプロ講師による1対1の個別授業であることが特徴。授業は講義・演習・解説それぞれ50分ずつの計150分授業である。面接や小論文対策も1対1の個別授業で行われる。

##### ・戦略的対策
生徒の学力特性と大学ごとに異なる出題傾向を照らし合わせ、合格可能な大学を受験校に加えるマッチング指導を実施。

#### 定着確認テスト
個別授業の他に「デイリーテスト」、「定着確認テスト（チェックテスト）」などを取り入れている。

#### 各種サポート

##### ・学びサポート
・担任制を採用しており、毎月生徒面談を実施。さらに学期ごとに保護者面談を実施。
　・年2回、保護者会を開催。
　・現役医大生の「質問専任チューター」が常駐。
　・すべての校舎に個別ブーススタイルの自習室を設置。
　・年中無休で9時～22時に利用可能。

##### ・情報サポート
本部および情報研究所で全国の校舎からそれぞれのエリアの医学部入試情報を集約。日本全国の医学部の入試情報、出題傾向などを把握した上で、全国の校舎へ展開。地域差による情報の格差を解消し、どの校舎でも同じクオリティの情報を入手できる体制を整えている。

##### ・生活サポート
- 指定学生寮あり（寮長・寮母常駐、朝夕2食提供）。
- 昼・夕食は校舎で宅配のお弁当を利用可能。
- 希望者には最寄り駅までの送迎を実施しており、登下校時の安全にも配慮している。

### 私立医学部模試
メディカルラボ独自の医学部受験に特化したオリジナル模試「私立医学部模試」を年2回実施。全国の会場で受験可能。受験者の学力特性を分析し、全国の私立医学部の中から合格可能性のより高い大学を判定する。

### 大学別実力判定テスト
私立医学部14大学の出題傾向・形式に沿った模擬試験。A～Dの4段階で合格可能性を判定する。ラインナップは「岩手医科大学」「埼玉医科大学」「杏林大学」「順天堂大学」「東京医科大学」「東京慈恵会医科大学」「東京女子医科大学」「北里大学」「藤田医科大学」「金沢医科大学」「近畿大学」「兵庫医科大学」「川崎医科大学」「福岡大学」。原則として自宅受験だが、校舎により公開会場でも実施している。

### 情報提供

#### 出版事業
全国の82医学部の最新入試情報や出題傾向分析を掲載した「全国医学部最新受験情報」（時事通信出版局）を毎年発行。また、医学部受験のカリスマであり、メディカルラボ本部教務統括を務める可児良友の著作「『医学部受験』を決めたらまず読む本」や「あなたの医学部合格をかなえる成功の9ステップ」などを発行。医学部合格のための有効な情報源となっている。

#### メディカルラボ通信
入試情報のトピックスや医系大学の情報を掲載した「メディカルラボ通信」をメディカルラボWebサイトの会員限定コンテンツとして月1回更新（2021年2月～）。医学部を目指す生徒や保護者、家族向け。

#### 医療用語マスター
面接や小論文対策に役立つ「医療用語マスター」を毎年発行。医学用語、医療や健康に関する社会問題について解説されている。

#### 大学入試説明会
各大学の医学部入試担当者を招き、「大学入試説明会」を開催している。

#### 医学部受験ラボ（Webサイト）
「医学部受験ラボ」はメディカルラボが情報提供する医学部受験専用サイトで、国公立・私立医学部全82校（防衛医科大学校を含む）の情報を提供。

#### 講演会・セミナー
「医学部入試の現状と今後の動向」「医学部合格のための勉強会」「医学部受験生を持つ親の役割」などをテーマとした講演会やセミナーを全国の校舎およびオンラインで随時開催。生徒に限らず一般の方も参加可能で、年間1,100回におよぶ。また、高校内での講演会やセミナーも高校からの要望に応じて実施。

## 校舎

### 北海道
- 札幌校

### 東北
- 仙台校

### 関東
- さいたま校
- 千葉柏校
- 千葉津田沼校
- 東京お茶の水校
- 東京新宿校
- 東京池袋校
- 東京立川校
- 町田校
- 横浜校

### 東海・北陸
- 静岡校
- Personal 浜松校
- 名古屋校
- 金沢校

### 関西
- 京都校
- 大阪梅田校
- あべのハルカス校
- 神戸校
- Personal 奈良学園前校

### 中国・四国
- 岡山校
- 広島校
- 松山校

### 九州
- 小倉校
- 福岡校
- 熊本校